# 克里斯蒂安·雅各布·克勞斯
克里斯蒂安·雅各布·克勞斯（德語：德語發音：[ˈkʁɪsti̯a(ː)n ˈjaːkɔp ˈkʁaʊs]，1753年7月27日—1807年8月25日）是德國比较语言学家、历史语言学家。

## 生平
克勞斯是奧斯特魯達（東普魯士）人，就讀於柯尼斯堡大學和哥廷根大學。1782年，他在柯尼斯堡大學成為實用哲學和官房學派教授。作為伊曼努爾·康德的學生，克勞斯闻名于亞當·史密斯的思想引入德國學術界。1786年至1804年，他擔任柯尼斯堡公共圖書館的圖書管理員。克勞斯鼓勵東普魯士的官員和貴族改善該省的農村條件；他的一些想法後來在普魯士改革時代得到採納。1807年，克勞斯在柯尼斯堡逝世，享年54歲。

## 脚注
1. ↑  Garrett Green, Theology, Hermeneutics, and Imagination: The Crisis of Interpretation at the End of Modernity, Cambridge University Press, 2000, p. 53.
2. ↑  Jürgen Georg Backhaus (ed.), The University According to Humboldt: History, Policy, and Future Possibilities, Springer, 2015, p. 58.
3. ↑  . Langenscheidt.   [20 October 2018]. （原始内容存档于2022-12-06） （德语及法语）.
4. ↑  . Langenscheidt.   [20 October 2018]. （原始内容存档于2022-12-06） （德语及法语）.
5. ↑  Gray, Marion W. . Philadelphia: The American Philosophical Society. 1986: 32  [8 February 2014].